# Teenage Jesus and the Jerks
Teenage Jesus and the Jerks est un groupe de no wave américain, originaire de New York.

## Biographie
Teenage Jesus and the Jerks est formé en 1976. Piloté par James Chance et Lydia Lunch, le groupe se dissout lorsque ceux-ci le quittent à la suite d'un conflit quant à la direction à prendre. Réputés pour faire des concerts de quinze minutes, avec un premier passage au CBGB, exécutant des chansons d'une minute (bien que The Closet et I Woke Up durent jusqu'à trois minutes et la performance parfois vingt), ils cherchaient une voie musicale au-delà du punk rock, que Lydia Lunch considérait comme une forme de traditionalisme (« Je trouvais que le punk était du Chuck Berry moche joué plus fort et trois fois plus vite » dira-t-elle plus tard). Leur jeu frénétique et les cris perçants de Lydia Lunch leur valent rapidement une renommée égale voire supérieure à celle d'autres formations no wave comme DNA ou Mars. Le groupe se sépare en 1979, soit trois ans après sa création.
Le groupe laisse derrière lui des enregistrements d'une douzaine de chansons complètes. La plupart sont publiées en 1995 sur le CD Everything, qui dure 18 minutes. D'autres morceaux enregistrés ainsi que des concerts n'y figurent cependant pas. James Chance et Lydia Lunch continuent chacun de leur côté leur carrière dans le milieu musical et artistique underground de New-York et d'ailleurs.
Teenage Jesus se reforme en 2008 pour donner deux concerts, un premier aux États-Unis et un second au Royaume-Uni, avec le soutien de Thurston Moore, guitariste de Sonic Youth. Le groupe donne six concerts aux États-Unis et au Canada en octobre 2009, cette fois sans Thurston Moore.

## Discographie
- 1979 : Babydoll b/w Freud In Flop (45 tours ; Lust/Unlust)
- 1979 : Orphans b/w Less of Me (45 tours ; Migraine)
- 1979 : Pink (17 cm ; Lust/Unlust)
- 1979 : Pre-Teenage Jesus (17 cm ; ZE)
- 1995 : Everything (anthologie CD ; Atavistic)